# New River, Belize
New River är ett vattendrag i Belize. Det ligger i den norra delen av landet, 130 km norr om huvudstaden Belmopan.